# Cippo gromatico

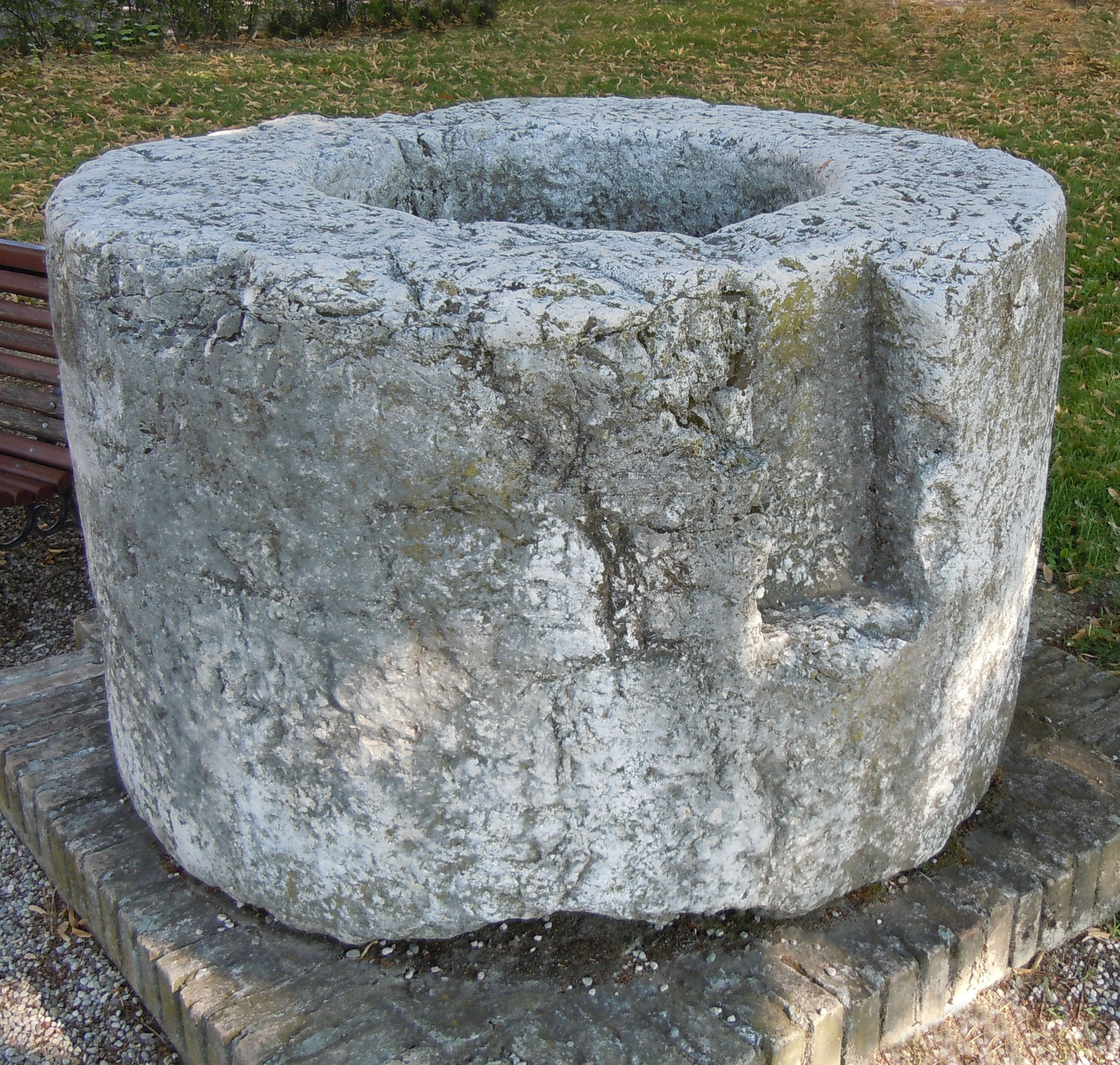
Cippo gromatico collocato nei giardini pubblici di Castel Goffredo

Il cippo gromatico era uno strumento utilizzato in epoca romana dai gromatici  o mensores (geometri dell'epoca) come segno confinario nelle operazioni di suddivisione del territorio (centuriazioni).

## Descrizione
A lungo interpretati come "cippi gromatici" o “termini muti di centuriazione” (connessi alle operazioni di suddivisione agraria del territorio in età romana repubblicana e imperiale) questi massicci blocchi lapidei di sagoma generalmente troncoconica, pesanti diversi quintali, sono in realtà contrappesi pertinenti ai cosiddetti "torchi a leva e vite" per la spremitura dell'uva (ma anche per la produzione dell'olio di oliva o di semi oleosi). Largamente diffuso in tutto l'ambito europeo continentale e mediterraneo dal V sec. a.C. fino al XIX sec., il torchio a leva e vite è ben noto dall'iconografia, dai numerosi ritrovamenti archeologici nell'ambito di insediamenti romani e medievali, nonché da alcuni esemplari superstiti anche di dimensioni monumentali, per esempio il torchio del castello di Angera conservato nel sito originale.